# Pardosa amacuzacensis
Pardosa amacuzacensis este o specie de păianjeni din genul Pardosa, familia Lycosidae, descrisă de Jiménez, 1983. Conform Catalogue of Life specia Pardosa amacuzacensis nu are subspecii cunoscute.